# هوسرینگن
هوسرینگن (به آلمانی: Hösseringen) یک منطقهٔ مسکونی در آلمان است که در زودربورگ واقع شده‌است. هوسرینگن ۵۵۰ نفر جمعیت دارد.